# Tito Sestio Africano
Tito Sestio Africano (in latino: Titus Sextius Africanus; 27 circa – tra 66 e 68) è stato un magistrato e senatore romano, console dell'Impero romano.

## Biografia

### Origini familiari
Rampollo di una famiglia senatoria originaria di Ostia che, però, non produceva consoli da quasi due secoli (l'ultimo era stato Gaio Sestio Calvino nel 124 a.C.), Africano era discendente (forse nipote) di Tito Sestio, pretore nel 45 a.C. appartenente alla fazione cesariana e poi antoniana che, in qualità di promagistrato nelle province africane di Africa vetus e Africa nova, era stato acclamato imperator dalle sue truppe nel 40 a.C. e aveva ricevuto l'agnomen di Africanus, trasmesso poi - a quanto pare - ai discendenti. Inoltre, Africano era senza dubbio figlio dell'omonimo senatore menzionato nei Fasti Ostienses come IIvir censoria potestate quinquennalis a Ostia nel 36 e di cui è nota la carriera fino alla designazione alla pretura; Africano e il padre forse furono onorati ad Atene con una coppia di statue.
La comune discendenza dall'imperator tardo-repubblicano ha permesso di ricostruire altri legami familiari di Africano. Una possibile zia, Sestia, sposò in prime nozze Lucio Cornelio Silla, discendente del dittatore, da cui ebbe come figli Fausto Cornelio Silla (console suffetto nel 31, padre del console ordinario del 52 Fausto Cornelio Silla Felice che sposò la figlia di Claudio, Claudia Antonia) e Lucio Cornelio Silla Felice (console ordinario del 33 e, per breve tempo, marito di Agrippina minore), e in seconde nozze l'illustre Mamerco Emilio Scauro (fratello uterino di Silla, noto oratore e console suffetto nel 21). Una possibile cugina (figlia di un'altra plausibile zia) sposò invece Lucio Antistio Vetere, nobile e console ordinario del 55, suicida su pressione di Nerone nel 65: i due ebbero una figlia, Antistia Pollitta, che sposò Rubellio Plauto, parente della dinastia giulio-claudia esiliato e ucciso da Nerone rispettivamente nel 60 e nel 65.

### Carriera politica
I primi passi della carriera politica di Africano non sono noti, ma è stato ipotizzato plausibilmente che egli sia stato adlectus inter patricios da Claudio al momento della censura del 48. Sembra dunque che sia stato negli ultimi anni del regno di Claudio che Africano fu cooptato nel collegio sacerdotale degli Arvali, alle cui cerimonie egli prese parte in un anno incerto tra 47 e 54, nel 53, nel 54, nel 57, nel 58 e nel 59.
Africano, poi, compare nel resoconto di Tacito relativo all'inimicizia tra l'illustre Giunia Silana e Agrippina minore, moglie del princeps Claudio: l'aneddoto, ambientato nel 55, è stato datato agli ultimi anni del principato di quest'ultimo:
(Tacito, Annales, XIII, 19, 2 [trad. Bianca Ceva, BUR].)
Attestato come console designato il 28 marzo del 59, Africano raggiunse l'apice della carriera diventando console suffetto da luglio a dicembre del 59 insieme a Marco Ostorio Scapula; anche da console, egli non smise di partecipare alle cerimonie degli Arvali.
Due anni dopo, nel 61, Africano fu preposto alle operazioni censitarie delle province galliche insieme ad altri due consolari, Marco Trebellio Massimo (console suffetto nel 55) e Quinto Volusio Saturnino (console ordinario del 56): da un lato, Africano e Saturnino erano emuli in termini di nobiltà, ma dall'altro, entrambi disprezzavano l'homo novus Massimo, che però - in virtù del suo status di consolare più anziano - sembra aver ricevuto la più importante provincia di Gallia Lugdunense.
Le ultime attestazioni di Africano lo vedono ancora presente alle cerimonie della confraternita arvale negli ultimi anni di Nerone, ossia nel 63, nel 66 e in un anno incerto tra 61 e 68. Tuttavia, la sua assenza dalla lista dei confratelli del 69 ha portato a teorizzare una sua morte nell'ultimissimo periodo del principato di Nerone.
Il nome di Africano è, infine, stato per lungo tempo riconosciuto nei geroglifici trascritti su due obelischi egiziani trasportati in Italia, uno adornante il Tempio della Fortuna Prenestina e uno presente in origine nell'Iseo Campense e ora a Monaco di Baviera; tuttavia, studi più recenti sembrano leggere nei medesimi obelischi il cognomen Palicanus, forse un centurione.

### Legami familiari
Non avendo evidentemente sposato la nobilissima Giunia Silana, sembra che Africano abbia sposato una Magia, generando Tito Sestio Magio Laterano, che sarebbe divenuto console ordinario nel 94: in questo caso, è stato affermato che Africano "potrebbe aver sposato una donna al di sotto degli standard della propria famiglia". In ogni caso, dal possibile figlio di Africano sarebbero poi discesi svariati consoli di II secolo: Tito Sestio Cornelio Africano (console ordinario del 112), Tito Sestio Laterano (console ordinario del 154) e Tito Sestio Magio Laterano (console ordinario del 197).